# Jesper Christiansen
Jesper Ringsborg Christiansen (Roskilde, 24 april 1978) is een profvoetballer uit Denemarken, die speelt als doelman. Hij staat sinds medio 2014 onder contract bij de Deense club Vendsyssel FF.

## Clubcarrière
Christiansen begon zijn loopbaan voor FC Roskilde en beleefde zijn grootste successen als goalie van FC Kopenhagen. Met die club won hij vier keer de Deense landstitel en eenmaal de Deense voetbalbeker.

## Interlandcarrière
Christiansen speelde in totaal elf officiële interlands voor Denemarken. Onder leiding van bondscoach Morten Olsen maakte hij zijn debuut op 2 juni 2005 in de vriendschappelijke wedstrijd tegen Finland (0-1) in Tampere, net als Daniel Agger (Brøndby IF), Allan Jepsen (AaB), Søren Larsen (Djurgårdens IF) en Rasmus Würtz (AaB). Hij viel in dat duel na 45 minuten in voor Thomas Sørensen.

## Erelijst
FC Kopenhagen
- Deens landskampioenschap

2006, 2007, 2009, 2010
- Deense beker

2009